# Hansruedi Bruder
Hansruedi Bruder (ur. 2 czerwca 1937 w Schinznach zm. 19 stycznia 1998 w Olten) – szwajcarski lekkoatleta, sprinter,  medalista mistrzostw Europy z 1962.
Specjalizował się w biegu na 400 metrów. Zajął 6. miejsce w sztafecie 4 × 400 metrów (w składzie: René Weber, Ernst Zaugg, Bruder i Christian Wägli) na igrzyskach olimpijskich w 1960 w Rzymie.
Na mistrzostwach Europy w 1962 w Belgradzie Bruder odpadł w półfinale biegu na 400 metrów, natomiast szwajcarska sztafeta 4 × 400 metrów w składzie: Bruno Galliker, Marius Theiler, Bruder i Jean-Louis Descloux wywalczyła brązowy medal.
Był mistrzem Szwajcarii w biegu na 400 metrów w latach 1961–1963.
9 lipca 1961 w Colombes ustanowił rekord Szwajcarii w biegu na 400 metrów z czasem 46,6 s. Kilkakrotnie poprawiał rekord Szwajcarii w sztafecie 4 × 400 metrów do wyniku 3:07,0 (16 września 1962 w Belgradzie).